# Metropolitní město Katánie
Metropolitní město Katánie (Città metropolitana di Catania) je italský správní celek druhé úrovně v autonomní oblasti Sicílie. Vznikl ze stejnojmenné provincie 4. srpna 2015. Na východě jeho břehy omývá Iónské moře. Sousedí na severu s metropolitním městem Messina, na západě s volnými sdruženími obcí Enna a Caltanissetta a na jihu s volnými sdruženími obcí Ragusa a Siracusa.

## Admnistrativní členění
Reformou místních úřadů z roku 1990 a krajským zákonem z 15. srpna 2015 bylo zřízeno území metropolitního města Katánie, hraničí s metropolitním městem Messina, bývalé provincie Messina, a provincií Enna, provincií Syrakusy, provincií Ragusa a provincií Caltanissetta. Metropolitní město je orientováno na východ k Jónskému moři, na sever k Messině, na západ k provinciím Enna a Caltanissetta, na jih k provinciím Syrakusy a Ragusa. V provincii leží sopka Etna, největší aktivní sopka Evropy. Metropolitní oblast Katánie sestává z těchto 59 obcí: 
- Aci Bonaccorsi,
- Aci Castello,
- Aci Catena,
- Aci Sant'Antonio,
- Acireale,
- Adrano,
- Belpasso,
- Biancavilla,
- Bronte,
- Calatabiano,
- Caltagirone,
- Camporotondo Etneo,
- Castel di Iudica,
- Castiglione di Sicilia,
- Catania,
- Fiumefreddo di Sicilia,
- Giarre,
- Grammichele,
- Gravina di Catania,
- Licodia Eubea,
- Linguaglossa,
- Maletto,
- Maniace,
- Mascali,
- Mascalucia,
- Mazzarrone,
- Militello in Val di Catania,
- Milo,
- Mineo,
- Mirabella Imbaccari,
- Misterbianco,
- Motta Sant'Anastasia,
- Nicolosi,
- Palagonia,
- Paternò,
- Pedara,
- Piedimonte Etneo,
- Ragusa,
- Ragalna,
- Ramacca,
- Randazzo,
- Riposto,
- San Cono,
- San Giovanni la Punta,
- San Gregorio di Catania,
- San Michele di Ganzaria,
- San Pietro Clarenza,
- Sant'Agata li Battiati,
- Sant'Alfio,
- Santa Maria di Licodia,
- Santa Venerina,
- Scordia,
- Trecastagni,
- Tremestieri Etneo,
- Valverde,
- Viagrande,
- Vizzini a
- Zafferana Etnea.

## Geografie
Na území metropolitního města v Parco Regionale Etna leží největší činná evropská sopka Etna (3 403 m n. m.).